# Safaa Khemis Association Football
 (juin 2017).
Si vous disposez d'ouvrages ou d'articles de référence ou si vous connaissez des sites web de qualité traitant du thème abordé ici, merci de compléter l'article en donnant les références utiles à sa vérifiabilité et en les liant à la section « Notes et références ».
Maillots
Le Safaa Khemis Amel Farik Khemis Miliana (en arabe : صفاء خميس أمل فريق خميس مليانة), plus couramment abrégé en SKAF Khemis Miliana ou SKAF, est un club algérien de football fondé en 1936 et basé dans la ville de Khemis Miliana, en Algérie.

## Histoire
Le SKAF  est le club phare de la vallée du Chelif. Un club formateur et ambitieux, évoluant principalement entre les paliers de la 3e division et la 2e division algérienne, sans jamais parvenir à accéder en National 1.

## Identité du club

### Nom
Le club est fondé sous l'appellation du Sporting Club Affrevillois (de l'ancien nom de la ville), puis pour devenir ensuite le Sari Riadhi Khemis, puis le Safaa Khemis Athletic Football.

### Couleurs
Les couleurs du Safaa Khemis Athletic Football sont le Rouge et le Blanc et occasionnellement le Vert et le Blanc.

## Palmarès et résultats sportifs

### Classement saison par saison
- 1962-63 : C-H Gr IV. Centre, 4e
- 1963-64 : D2, D-PH. Centre, 3e
- 1964-65 : D2, Gr. Centre, 8e
- 1965-66 : D2, Gr. Centre, 9e
- 1966-67 : D3, Gr. Centre, 11e
- 1967-68 : D3, Gr. Centre, 6e
- 1968-69 : D3, Gr. Centre, ?e
- 1969-70 : D3, Gr. Centre, ?e
- 1970-71 : D3, Gr. Centre, 1er
- 1971-72 : D2, Centre Gr. II, 7e
- 1972-73 : D2, Gr. Centre, 15e
- 1973-74 : D?, ?e
- 1974-75 : D?, ?e
- 1975-76 : D3, Gr. Centre, 1er
- 1976-77 : D2, Gr. Centre, 7e
- 1977-78 : D2, Gr. Centre, ?e
- 1978-79 : D2, Gr. Centre, ?e
- 1979-80 : D2, Gr. Centre-Ouest, ?e
- 1980-81 : D2, Gr. Centre-Ouest, 8e
- 1981-82 : D2, Gr. Centre-Ouest, 12e
- 1982-83 : D3, Gr. Centre, ?e
- 1983-84 : D3, Gr. Centre, ?e
- 1984-85 : D2, Gr. Centre, 7e
- 1985-86 : D2, Gr. Centre, 12e
- 1986-87 : D2, Gr. Centre, 9e
- 1987-88 : D2, Gr. Centre, 16e
- 1988-89 : D3, Gr. Centre, ?e
- 1989-90 : D3, Gr. Centre, 8e
- 1990-91 : D3, Gr. Centre, 2e
- 1991-92 : D2, Gr. Centre, 9e
- 1992-93 : D2, Gr. Centre, 12e
- 1993-94 : D2, Gr. Centre, 8e
- 1994-95 : D2, Gr. Centre, 10e
- 1995-96 : D2, Gr. Centre, 13e
- 1996-97 : D2, Gr. Centre, 6e
- 1997-98 : D2, Gr. Centre, 14e
- 1998-99 : D2, Gr. Centre, 13e
- 1999-00 : D4, Régional Centre, ?e
- 2000-01 : D4, Régional Centre, ?e
- 2001-02 : D4, Régional Centre, 10e
- 2002-03 : D4, Régional Centre, ?e
- 2003-04 : D3, LRF Blida R1, 1er
- 2004-05 : D3, inter-régions. Centre, 10e
- 2005-06 : D3, inter-régions. Centre, 15e
- 2006-07 : D3, inter-régions. Centre, 9e
- 2007-08 : D3, inter-régions. Centre, 14e
- 2008-09 : D4, LRF Blida R1, ?e
- 2009-10 : D4, LRF Blida R1, ?e
- 2010-11 : D5, LRF Blida R1, ?e
- 2011-12 : D5, LRF Blida R1, ?e
- 2012-13 : D5, LRF Blida R1, 1er
- 2013-14 : D4, Inter-régions centre, 1er
- 2014-15 : DNA Gr. Ouest, 12e
- 2015-16 : DNA Gr. Ouest, 12e
- 2016-17 : DNA Gr. Ouest, 6e
- 2017-18 : DNA Gr. Ouest, 6e
- 2018-19 : DNA Gr. Ouest, 10e
- 2019-20 : DNA Gr. Ouest, 8e
- 2020-21 : Ligue 2 Gr. Ouest, 7e
- 2021-22 : Ligue 2 Gr. Centre-Ouest, 11e
- 2022-23 : Ligue 2 Gr. Centre-Ouest, 7e
- 2023-24 : Ligue 2 Gr. Centre-Ouest, 12e
- 2024-25 : Ligue 2 Gr. Centre-Ouest, 14e
- 2025-26 : D3, Inter-régions Centre-Ouest, e

### Parcours en Coupe Nationale
| Saison  | Tour            | Matchs              | Résultats       |
| ------- | --------------- | ------------------- | --------------- |
| 1962-63 | 1/64 finale     | USM Alger           | 2-0             |
| 1963-64 | 1/32 finale     | USM Blida           | 0-0             |
| 1964-65 | ?               | ?                   | ?               |
| 1965-66 | 1/32 finale     | JS Kabylie          | 2-0             |
| 1966-67 | ?               | ?                   | ?               |
| 1967-68 | ?               | ?                   | ?               |
| 1968-69 | ?               | ?                   | ?               |
| 1969-70 | ?               | ?                   | ?               |
| 1970-71 | ?               | ?                   | ?               |
| 1971-72 | ?               | ?                   | ?               |
| 1972-73 | ?               | ?                   | ?               |
| 1973-74 | ?               | ?                   | ?               |
| 1974-75 | ?               | ?                   | ?               |
| 1975-76 | ?               | ?                   | ?               |
| 1976-77 | 1/32 finale     | AR El Harrach       | 1-1             |
| 1977-78 | ?               | ?                   | ?               |
| 1978-79 | ?               | ?                   | ?               |
| 1979-80 | ?               | ?                   | ?               |
| 1980-81 | ?               | ?                   | ?               |
| 1981-82 | ?               | ?                   | ?               |
| 1982-83 | ?               | ?                   | ?               |
| 1983-84 | ?               | ?                   | ?               |
| 1984-85 | 1/16 finale     | ES Sétif            | 3-0             |
| 1985-86 | 1/64 finale     | ESM Koléa           | 0-1             |
| 1986-87 | 1/32 finale     | JS Bordj Menaiel    | 3-2 a.p         |
| 1987-88 | 4e T.R          | JSM Cheraga         | 4-1 a.p         |
| 1988-89 | 1/32 finale     | O Médéa             | 2-1             |
| 1989-90 | Édition annulée | Édition annulée     | Édition annulée |
| 1990-91 | ?               | ?                   | ?               |
| 1991-92 | 1/64 finale     | RC Arba             | 3-1             |
| 1992-93 | Édition annulée | Édition annulée     | Édition annulée |
| 1993-94 | 4e T.R          | ESM Boudouaou       | ?               |
| 1994-95 | ?e T.R          | ?                   | ?               |
| 1995-96 | 4e T.R          | Olympi Sidi Lakhder | 2-1             |
| 1996-97 | ?e T.R          | ?                   | ?               |
| 1997-98 | ?e T.R          | ?                   | ?               |
| 1998-99 | ?e T.R          | ?                   | ?               |
| 1999-00 | ?e T.R          | ?                   | ?               |

| Saison   | Tour            | Matchs                | Résultats       |
| -------- | --------------- | --------------------- | --------------- |
| 2000-01  | ?e T.R          | ?                     | ?               |
| 2001-02  | ?e T.R          | ?                     | ?               |
| 2002-03  | ?e T.R          | ?                     | ?               |
| 2003-04  | 1/16 finale     | NC Magra              | 1-0             |
| 2004-05  | ?e T.R          | ?                     | ?               |
| 2005-06  | 1/64 finale     | MCB Oued El Alleug    | 2-0             |
| 2006-07  | 1/64 finale     | WA Boufarik           | 3-1             |
| 2007-08  | ?e T.R          | ?                     | ?               |
| 2008-09  | 1/32 finale     | CA Bordj Bou Arreridj | 1-0             |
| 2009-10  | ?e T.R          | ?                     | ?               |
| 2010-11  | ?e T.R          | ?                     | ?               |
| 2011-12  | Avant dernier   | USMM Hadjout          | 1-0             |
| 2012-13  | ?e T.R          | ?                     | ?               |
| 2013-14  | 1/64 finale     | ORB Oued Fodda        | 1-0             |
| 2014-15  | ?e T.R          | ?                     | ?               |
| 2015-16  | Avant dernier   | IRB Boumedfaa         | 1-1 t.a.b       |
| 2016-17  | Avant dernier   | RC Arba               | 1-0             |
| 2017-18  | 1/64 finale     | ES Firem              | 4-1             |
| 2018-19  | 3e T.R          | RA Ain Defla          | ?               |
| 2019-20* | 3e T.R          | MS Cherchell          | ?               |
| 2020-21  | Édition annulée | Édition annulée       | Édition annulée |
| 2021-22  | Édition annulée | Édition annulée       | Édition annulée |
| 2022-23  | ?               |                       | ?               |
| 2023-24  | 5e T.R          | CRB Beni Tamou        | 0-0 t.a.b 5-4   |
| 2024-25  |                 |                       |                 |
| 2025-26  |                 |                       |                 |

#### Statistiques relatives aux tours qualificatifs
le SKAF à participer en 55 édition, éliminé au tours régionale - fois et atteint les tours finale - fois.
| Édition | 1er tour | 2e tour | 3e tour | 4e tour | 64e de finale | 32e de finale | 16e de finale | 8e de finale | Quart de finale | Demi-finale | Finale | Champion |
| ------- | -------- | ------- | ------- | ------- | ------------- | ------------- | ------------- | ------------ | --------------- | ----------- | ------ | -------- |
| 55      | 00       | 00      | 00      | 00      | 00            | 00            | 00            | 00           | 00              | 00          | 00     | 00       |

## Personnalités du club

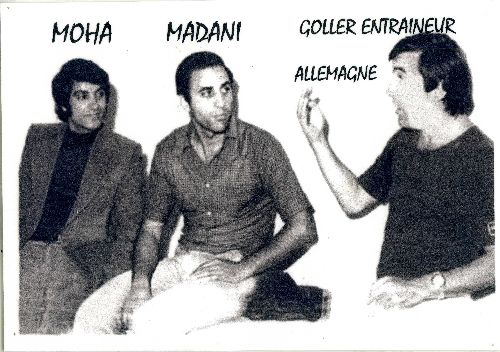
Gottlieb Goller en compagnie de Mohamed Madani et de Moha.

### Présidents
- Kelkouli Hocine

### Entraîneurs
- El Hadj Ressam Abdelkader "Kadara"
- Gottlieb Göller[1]
- André Mori[1],[2]

### Joueurs emblématiques
- Mohamed Madani

## Structures du club

### Structures sportives

#### Stade Mohamed-Belkebir
D'une capacité de 3000 place, c'est le principal stade communal de la ville où se déroule les matches locales du SKAF.

## Culture populaire et image
Le club possède une grande popularité dans la ville de Khemis Miliana, fort ancien de ses traditions footballistiques depuis la période coloniale, conais comme le plis club populaire de la wilaya de ain defla . 